# (5619) Shair
(5619) Shair ist ein Asteroid des Hauptgürtels, der am 26. April 1990 von der US-amerikanischen Astronomin Eleanor Helin am Palomar-Observatorium in Kalifornien entdeckt wurde. 
Benannt wurde er nach Frederick Shair, dem Leiter der Abteilung für Bildungsangelegenheiten am Jet Propulsion Laboratory.